# Condicionamento físico
Condicionamento físico é a capacidade que o corpo tem de resistir a desafios físicos de sua rotina, ocasionais ou inesperados, limitando-se principalmente a fatores relacionados à performance física, tais como resistência aeróbica e anaeróbica, força, velocidade e flexibilidade, potência e agilidade. 